# DVD-RW

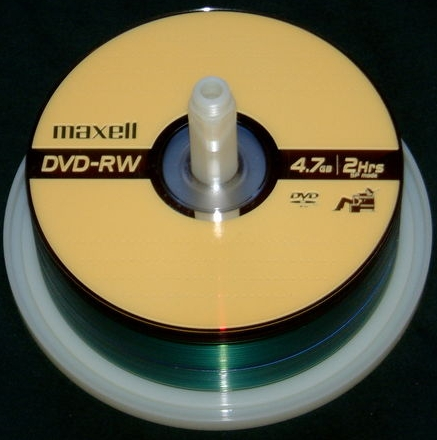
Диск DVD-RW

DVD-RW — тип DVD-диску. DVD-R i DVD-RW можуть містити 4,7 ГіБ (інтерпретується як ≈ 4,7 · 109 байт, що на практиці дорівнює приблизно 4,38 ГБ) даних. Має 2295104 секторів по 2048 байтів кожний.  Дані записуються як у заглибленнях (англ. pit), так і між ними (англ. land). Стандарт вимагає форматування диску перед першим використанням. Записані диски відрізняються низьким коефіцієнтом зчитування, через що на деяких дисководах при читанні дисків можуть виникати проблеми.
DVD-RW може бути перезаписаним до 1000 разів. Диски DVD-RW як і будь-які інші DVD-диски записуються і зчитуються лазером що має червоний промінь довжиною хвилі 650 нм. Швидкість зчитування даних при швидкості 1x становить 110,08 Mbps. По мірі експлуатації, диск втрачає свої властивості, що відбивається на швидкості зчитування даних.